# Estático (canción de Zurdok)
«Estático» es el primer sencillo del álbum Maquillaje de la banda mexicana regiomontana de rock alternativo Zurdok. Con este sencillo colabora todavía Gustavo Mauricio "Catsup" ya que antes de la filmación del video y lanzamiento del álbum, "Catsup" anuncia su retiro de la banda para dedicarse a hacer videos musicales y realizar una película. Chetes habló de que cuando escribió la letra de la canción se inspiró en los objetos inmóviles estáticos (de ahí el nombre de la canción) que estaban a su alrededor, de que como sentían que estaban ellos si estar en movimiento y como podían no desesperarse.

## Lista de canciones
- Edición México

1. «Estático»
2. «Estático» (Radio Edit)
3. «De Afuera Hacia Adentro» (acústica)

- Datos: Q5849921